# Surate
Pour les articles homonymes, voir Surat.
Surate (en goudjarati : સુરત ; en hindi : सुरत) est une ville de l'État du Gujarat, dans l'ouest de l'Inde et le chef-lieu administratif du district de Surat. Elle est avec environ 4,6 millions d'habitants en 2011 la deuxième ville du Gujarat après Ahmedabad et la neuvième ville du pays. Elle est située à 265 km au sud d'Ahmedabad, plus grande ville du Gujarat, et à 289 km au nord de Bombay.

## Géographie
Surate se trouve dans la partie méridionale de l'état du Gujarat. Le climat y est tropical et la mousson abondante (environ 2 500 mm d'eau par an). Elle est sur la Tapti, près de la mer d'Arabie.

## Économie
Surat est une place économique centrée sur le textile et l'échange de diamant.

## Histoire
L'agglomération aurait été fondée par un brahmane, Gopi, sous le nom de Surajpur ou Suryapur, Ville du Soleil.
Le nom est cité dans le Mahabharata, entre Mathura et Dwarka, comme une halte du dieu Krishna.
Au VIIIe siècle, un établissement aurait été installé par des Parsis.

### XIIesiècle
En 1194, l'endroit est conquis par le chef militaire Qutb-ud-Din Aibak, le fondateur du sultanat de Delhi.
Surate est dirigée par les musulmans du XIIe au XVe siècle.
En 1373, les troupes de Muhammad bin Tughluq, alors sultan de Delhi, pillent la ville.

### XVIesiècle
Le comptoir de Surat est incendié en 1512 et 1530 par les Portugais.
Duarte Barbosa la décrit comme une importante ville portuaire, vers 1510-1520.
En 1540, les Portugais construisent un fort sur la rivière Tapti.
En 1573, la ville est conquise par les Moghols.
Elle devient le port le plus prospère de l'empire moghol, en partie grâce au pèlerinage à La Mecque.
Le commerce concerne alors également les Turcs, les Arméniens, les Anglais, les Français, les Hollandais.
Quand l'envasement du port de Cambay s'avère gênant, Surate prend la relève.

### XVIIesiècle
À partir de 1608, des navires de la Compagnie britannique des Indes orientales, fondée en 1600 sous Élisabeth Ire d'Angleterre, commercent à Surat, et mettent rapidement à mal la suprématie portugaise. La Compagnie obtient, par Thomas Roe, un firman impérial autorisant l'établissement d'un comptoir anglais à Surat.
Le déclin de ce comptoir est consécutif à l’établissement d’un autre comptoir, à Bombay, en 1668, qui devient le siège de la Compagnie en 1687.
Shivaji (1630-1680), fondateur de l'Empire marathe met à sac la ville par deux fois, d'abord en 1664.
Deux Français, chargés par Colbert de fonder des comptoirs de commerce aux Indes orientales, le sire de La Boullaye Le Gouz et le Flamand Beber, obtiennent du Grand Moghol Aurangzeb (1658-1707) un « firman par lequel cet empereur accorde aux Français de la ville de Surat les mêmes droits que ceux dont y jouissent les Anglais et les Hollandais ». Il s’agit du premier comptoir français aux Indes, dès 1665, bientôt suivi par celui de Masulipatnam puis par Pondichéry (1674). Fin 1671 l'escadre de Jacob de La Haye mouille dans la grande rade et rencontre dans la loge des Français les trois directeurs de la Compagnie des Indes Orientales : MM. Caron nommé à cette occasion chevalier de St-Michel, Baron et Bellot. (Voyage de Mellet aux Indes Orientales)

### XVIIIesiècle
Anglais et Hollandais se disputent le contrôle de la ville et du port. En 1720, puis en 1759, Surate est reprise par les Anglais.
En 1730, Joseph Semah, Juif arabophone de Bagdad, arrive à Surate et y fonde une synagogue et un cimetière juif, avant de rejoindre Bombay, au sein des Bene Israël. Aujourd'hui, la synagogue n'existe plus, mais le cimetière demeure.
À partir du printemps de 1758, le Français Abraham Hyacinthe Anquetil-Duperron séjourna trois ans dans la ville, se lia avec des prêtres parsis, acquit des manuscrits de l’Avesta qui sont à la base de la publication, en 1771, à Paris, de la première traduction des textes sacrés du zoroastrisme.
La population de Surate vers 1850 est de 80 000 habitants, contre 800 000 habitants vers 1650. En 1790-1791, une épidémie tue environ 100 000 Gujaratis à Surate.

### Période contemporaine
La ville fut le théâtre d'affrontements violents entre hindous et musulmans en décembre 1992, et une épidémie de peste s'y est déclarée en 1994.
Le 29 juillet 2008, la police désamorce 19 bombes situées près d'un marché. Ceci intervient quelques jours après la série d'explosions intervenue à Ahmedabad, dans le même État, ou Bangalore (Karnataka) et Jaipur (Rajasthan).

## Lieux et monuments
Le château de Surate - Le Vieux Fort a été construit par les Britanniques en 1616 pour fortifier la défense contre les Bhîls (les Bhîls sont l'un des peuples aborigènes de l'Inde centrale). Il est maintenant utilisé pour les bureaux municipaux.

## Dans la littérature
Une nouvelle de Bernadin de Saint-Pierre, Le Café de Surate (1790), se passe dans cette ville, qui n'y est pas décrite cependant.
Le nom de Surate apparait dans la poésie d’Alfred de Vigny Ma frégate, Poèmes antiques et modernes (1826) et dans les Lettres Philosophiques (1734) de Voltaire : "(...) un négociant qui enrichit son pays, donne de son cabinet des ordres à Surate et au Caire, et contribue au bonheur du monde."
Le nom de Surate apparait dans la fable de Jean de la Fontaine L'homme qui court après la fortune: "(...) La Fortune a, dit-on, des temples à Surate ; Allons là."

## Personnalités liées
- Hardik Pandya (1993-), joueur international de cricket
- Sidharth Malhotra (1985-), acteur